# 恋や恋なすな恋
『恋や恋なすな恋』（こいやこいなすなこい）は、1962年（昭和37年）5月1日公開の日本映画である。東映製作・配給。監督は内田吐夢。カラー、東映スコープ、109分。
人形浄瑠璃の『芦屋道満大内鑑』（葛の葉）と清元の『保名狂乱』を題材に、安倍保名の悲劇を描いたファンタスティックな時代劇。劇中ではアニメーションが用いられている。

## スタッフ
- 監督：内田吐夢
- 製作：大川博
- 企画：玉木潤一郎
- 脚本：依田義賢
- 撮影：吉田貞次
- 音楽：木下忠司
- 美術：鈴木孝俊
- 助監督：鈴木則文、鳥居元宏
- 録音：東城絹児郎

## キャスト
- 阿倍保名：大川橋蔵
- 榊の前・葛の葉・狐葛の葉：瑳峨三智子
- 加茂保憲：宇佐美淳也
- 桜木の宮：河原崎長一郎
- 庄司：加藤嘉
- 藤原仲平：原健策
- 藤原忠平：柳永二郎
- 後室：日高澄子
- 狐の老婆：毛利菊枝
- 庄司の妻：松浦築枝
- 芦屋道満：天野新二
- 惡右衛門：山本麟一
- 治部卿：明石潮
- 勅使：高松錦之助
- 木綿買：潮路章
- 兵：水野浩
- 町の者：大崎史郎、泉春子
- 右近衛府役人：唐沢民賢
- 岩倉治部大輔：小沢栄太郎
- 狐の老爺：薄田研二
- 小野好古：月形龍之介